# Штернберг, Бен-Цион
Бен-Цион Штернберг (ивр. בן-ציון שטרנברג‎, 26 мая 1895 — 31 мая 1962) — юрист, активист ревизионистского движения, возглавлял движение в Румынии, член Временного Государственного Совета Израиля, один из подписавших Декларацию независимости Израиля.

## Биография
Штернберг родился в городе Черновцы, Буковина. Изучал юриспруденцию и политологию в университетах Вены, Черновцов и Клужа (который с годами стал Сегедским университетом).
Воевал в составе австрийской армии в Первую мировую войну, где был несколько раз ранен и награжден медалями за заслуги.
В 1920 году он женился на Стелле, дочери Йозефа Мандельбаума. Работал юристом в Черновцах и активно участвовал в тамошнем сионистском движении, один из основателей ревизионистского движения в Буковине, в дальнейшем возглавлял его в Буковине, а затем и в Румынии в целом.
Во время учебы в Вене он стал членом сионистского движения «Хеврония». Участвовал в качестве делегата в 14-м (1925 год), 18-м (1933 год) и 22-м (1946 год) сионистских конгрессах, а в 1933 году был избран в Сионистский рабочий комитет, в 1940 году эмигрировал в Палестину и был председателем верховного комитета ревизионистского движения. Он содержался в лагере для задержанных «Латрун».
Основал и руководил организацией «Мифаль Шиват-Цион».
Он был членом Временного Государственного Совета и был среди подписантов Декларации независимости. После образования государства Израиль занимал должность директора торгового отдела в Министерстве торговли и промышленности. В 1952 году он перешел в управление Ассоциации иностранных инвесторов в Израиле. В 1962 году умер и похоронен на кладбище Кирьят-Шауль.